# Хопкинс, Валери
Валери Хопкинс (англ. Valerie Hopkins; род. XX век, Вашингтон, США) — американская журналистка. Международный корреспондент газеты The New York Times. Бывший корреспондент газеты Financial Times.

## Ранний период жизни и образование
Родилась в Вашингтоне, США. В 2009 году получила степень бакалавра искусств в области международных отношений (русистика и постсоветские исследования) в Колледже Вильгельма и Марии, где она с 2008 по 2009 год была президентом студенческого самоуправления. В 2013 году окончила Колумбийскую школу журналистики, получив степень магистра в области политической журналистики. В школе журналистики она получила стипендию имени журналистки Энн О’Хары Маккормик. В 2013 году, после окончания обучения, Хопкинс получила стипендию Overseas Press Club.
Владеет сербохорватским, русским и албанским языками.

## Карьера
Начала свою журналистскую карьеру в новостном издании в Сараево, Босния и Герцеговина, где она освещала судебные процессы по военным преступлениям. До мая 2021 года освещала Венгрию, Румынию, Албанию и бывшую Югославию, будучи корреспондентом по Юго-Восточной Европе газеты Financial Times. Хопкинс также была редактором Balkan Investigative Reporting Network и Центра по исследованию коррупции и организованной преступности. 10 мая 2021 года The New York Times Company объявила о том, что Хопкинс в этом же месяце начнёт работать корреспондентом московского бюро газеты The New York Times. В The New York Times она освещает войну на Украине, Россию и страны бывшего СССР.
В 2022 году Хопкинс получила премию имени Мэри Колвин от Клуба журналисток Нью-Йорка за работу иностранным корреспондентом и награду почётного участника программы «Стипендии в Освенциме для изучения профессиональной этики».
Её материалы также публиковались в The Washington Post, The Atlantic, Politico, Foreign Policy, Аль-Джазире, The Guardian, Mother Jones и других изданиях.